# 數數歌 (單曲)
《數數歌》（日语：かぞえうた），日本樂團Mr.Children的第3首音樂下載限定單曲。

## 簡介
前作《fanfare》約1年零5個月之後發行，是Mr.Children的第三首音樂下載限定單曲。2011年4月4日起在各大線上音樂銷售網站開放手機全曲下載，4月5日起在iTunes Store開放PC下載。
歌曲是專門為東日本大地震賑災所作，所得收益通過ap bank開設專門銀行戶口「ap bank Fund for Japan」全部捐獻作為地震相關的救命、救援、災區重建的活動資金。
地震發生三天後的3月14日，Mr.Children全員就集中在一起提議創作一首新歌用於賑災。但是又顧慮到如果創作出一首過於感動的歌曲，會被外界認為動機不純，這時候樂團主唱櫻井和壽腦海中浮現出「數數歌」的名字，意為「即使失去了一切，被絕望和痛苦籠罩著，還是可以一個個地數著那些探尋的希望」。

## 曲目
1. 數數歌（かぞえうた）
作詞、作曲：櫻井和壽

## 外部連結
- 歌曲介紹 （页面存档备份，存于） Mr.Children官方網站
- Mr.Children官方網站關於歌曲發表的專門新聞 Mr.Children官方網站